# Christian Vanneste
Pour les articles homonymes, voir Vanneste.
Christian Vanneste, né le 14 juillet 1947 à Tourcoing (Nord), est un homme politique et essayiste français, ancien membre du RPR puis de l'UMP, député de la dixième circonscription du Nord de 1993 à 1997, puis de 2002 à 2012. Il est président du RPF de 2012 à 2014 et du think tank la Droite libre depuis 2015.

## Famille, jeunesse et débuts professionnels
Son grand-père participe à la Première Guerre mondiale et son père est en captivité durant la Seconde. Les membres de sa famille ont fait carrière à la fois dans l'armée et dans l’institution catholique.
Trois cousins de ses parents étant engagés dans l'infanterie de marine, il explique avoir ressenti la défaite de Diên Biên Phu, à l'âge de 6 ans, « presque comme une sorte de drame familial ». Il indique que cet événement le sensibilise « immédiatement » au « patriotisme » et au « refus de la décadence », et le conduit à se positionner à droite, comme « profondément hostile au communisme et à la gauche en général ». Il se définit à la fois comme « libéral » et « conservateur ».
Il voue « une admiration profonde pour le général de Gaulle » à son retour au pouvoir en 1958. Partisan de l'Algérie française, et alors que son frère aîné est engagé dans la guerre d'Algérie, à l'âge de 13 ans il soutient le putsch des généraux et éprouve finalement du ressentiment à l'égard du général de Gaulle.
Alors qu'il est étudiant à la faculté des Lettres de Lille, il rejoint le mouvement gaulliste lors des événements de Mai 68 : il participe à la manifestation organisée par les Comités de défense de la République, puis adhère — mais sans militer — à l'Union des jeunes pour le progrès.
Après des études de philosophie, il obtient un poste de professeur dans cette discipline dans un grand établissement privé catholique d’enseignement général et professionnel (industrie et commerce) à Tourcoing. Il en devient le directeur adjoint en 1976. Son épouse étant proviseur de l’École supérieure des arts appliqués et du textile (ESAAT) de Roubaix, l'universitaire Anne-Sophie Petitfils souligne que « son nom constitue une ressource symbolique importante au sein d’un territoire historiquement marqué par l’industrie textile, reconvertible dans le champ politique tourquennois ». 
Il explique que s'il n'a pas « fait de politique active avant 1977 », c'est parce qu'il a d'abord privilégié « la famille et le métier ».

## Engagement militant et implantation locale
Christian Vanneste rejoint le Rassemblement pour la République (RPR) après les élections municipales de 1977, jugeant « inacceptable » que les gaullistes aient perdu la mairie de Tourcoing. Serge Charles, député-maire de Marcq-en-Barœul, remarque son activisme militant ; il est désigné secrétaire de la neuvième circonscription du Nord en 1978. Anne-Sophie Petitfils souligne que cette promotion a lieu dans « un contexte de renouvellement des cadres et des élus locaux, consécutif à la rénovation du mouvement gaulliste ».
Présent sur la liste de Stéphane Dermaux (UDF) qui remporte les élections municipales de 1983 à Tourcoing, il devient adjoint chargé de la culture (1983-1989). Anne-Sophie Petitfils relève qu'il « s’impose alors comme l’homme fort du RPR à Tourcoing ». Il siège sans discontinuer au conseil municipal de Tourcoing de 1983 à 2008, et de 2001 à 2008 à celui de Lille Métropole Communauté urbaine, dont il était le 39e vice-président (sur 43), avec la délégation de « commande publique en matière de cadre de vie ».
De 1986 à 2002, il siège au conseil régional du Nord-Pas-de-Calais. Après sa réélection en 1992, il est désigné président du Centre régional de ressources audiovisuelles (CRAAV). Il quitte son mandat régional après son élection à l'Assemblée nationale, conformément à la nouvelle législation sur le cumul des mandats.
De 1993 à 1998, il préside la Fédération nationale des collectivités territoriales pour la culture.
En 2014, par l'intermédiaire de Frédérik Bigrat, il dépose à l'INPI la marque Rassemblement pour la République.

## Mandats nationaux
Élu député RPR-UDF de la dixième circonscription du Nord en 1993, il perd son siège en 1997 lors d'une triangulaire avec le Front national avant de le retrouver comme élu UMP le 16 juin 2002 pour la XIIe législature (2002-2007).
Anne-Sophie Petitfils souligne : « C’est auprès des milieux patriotes et des industriels du textile, particulièrement bien représentés à Tourcoing, que C.Vanneste puise ses soutiens les plus actifs » : il noue en effet « des liens denses avec les comités d’anciens combattants et de harkis, nombreux et actifs sur le versant nord et nord-est de la métropole et au sein de la fédération du Nord de l’UMP », et entretient ses réseaux industriels en particulier grâce à sa présidence, à partir de 2002, du groupe d’études sur le textile et les industries de main-d’œuvre de l’Assemblée nationale.
Le 10 juin 2007, lors du premier tour des élections législatives, Christian Vanneste est en ballotage très favorable avec 46,26 % des suffrages exprimés, contre 21,10 % pour la candidate socialiste Najat Azmy. En progression de plus de 14 points par rapport à 2002, Christian Vanneste semble avoir capté à son profit l'essentiel des suffrages perdus par le candidat du Front national dans la circonscription, Christian Baeckeroot. Celui-ci, dont l'électorat a subi comme dans la quasi-totalité des circonscriptions, une assez forte érosion par rapport à 2002, déclare alors qu'il votera personnellement pour Christian Vanneste au second tour.
Christian Vanneste est réélu, le 17 juin 2007, avec un nombre de voix presque équivalent à celui de 2002 (21 719 au lieu de 21 806 et améliore son pourcentage de suffrages exprimés (58,56 % au lieu de 56,41 %), dans un contexte défavorable à la majorité présidentielle (second tour des législatives de 2007) et de progression notable, par rapport à 2002, tant de l'abstention (50,33 % des inscrits, au lieu de 45,71 %) que des suffrages blancs ou nuls (4,78 % des votants, au lieu de 3,87 %).
En 2008, Christian Vanneste, comme Nicolas Sarkozy et d'autres députés UMP, dont Jean Auclair en Creuse, reçoit une balle par courrier anonyme, revendiquée « Cellule 34 ». Le 23 avril 2009, sa permanence politique à Tourcoing fut attaquée et ses vitres brisées.
Le 7 mai 2012, Christian Vanneste appelle l'UMP à revenir sur le retrait de son investiture, estimant être le seul à pouvoir éviter la montée de l'extrême droite et faire barrage à la gauche. Le 16 mai, il annonce officiellement qu'il est candidat aux législatives sous l'étiquette RPF,.
Candidat aux élections législatives de juin 2012, toujours dans la 10e circonscription du Nord, Christian Vanneste est battu dès le premier tour avec 13,18 % des suffrages exprimés (6,17 % des inscrits). Gérald Darmanin (UMP) lui succède.

## Parcours politique
À l'occasion de l'élection présidentielle de 1995, il soutient activement Édouard Balladur, regrettant d'avoir soutenu Jacques Chirac lors de l'élection précédente de 1988, en qui il voit « un radical socialiste camouflé en gaulliste ». Entre 1995 et 1997, il continue de soutenir Édouard Balladur et ses partisans, et maintient des relations étroites avec Nicolas Sarkozy. Celui-ci tient meeting à deux reprises dans une commune de la circonscription de Christian Vanneste, entre les deux tours des élections législatives de 1997 et de 2002 ; la deuxième fois en adoptant, selon Anne-Sophie Petitfils, « une tonalité sécuritaire [...] bien plus motivée par les spécificités politiques de la 10e circonscription et de son candidat aux élections législatives, qu’elle ne l’est par le contexte politique national ».
Il a quitté le RPR avant les municipales de 2001, et a ensuite adhéré à l'UMP en 2002. Il a adhéré en juin 2006 au CNIP, ancienne composante de l'UMP qui a récemment repris son indépendance politique, dont il fut le vice-président, et qu'il quitte en octobre 2009 préférant « défendre, sans équivoque au sein l’UMP, dont [il] rappelle qu'[il est] membre depuis sa création, les valeurs qui [lui] sont chères », à la suite de l'élection à la présidence du parti de Gilles Bourdouleix, Député-Maire de Cholet, avec lequel il entretiendra des relations conflictuelles ; il est également membre du groupe parlementaire « Les Réformateurs » où il est chargé des libertés individuelles.
À l'instar des Réformateurs, il soutient très tôt Nicolas Sarkozy au sein de l'UMP, dont il avait déjà été proche en s'engageant aux côtés d'Édouard Balladur, et met en avant sa défense de la « droite décomplexée ».
Bien que non réinvesti par l'UMP  à la suite de sa condamnation pour ses propos sur l'homosexualité, arrêt de la cour d'appel de Douai qui sera annulé sans renvoi le 12 novembre 2008 par la Cour de cassation, Christian Vanneste est candidat à sa propre succession aux élections législatives de juin 2007 sous l'étiquette majorité présidentielle (CNI-UMP), grâce au soutien de l'UMP locale en la personne de son secrétaire départemental, Thierry Lazaro et des différents élus locaux UMP. Patrick Devedjian, secrétaire général délégué de l'UMP, reconnaissait, sur France Info, le mercredi 30 mai 2007, qu'à la suite des accords entre l'UMP et ses petits partis associés, la dixième circonscription du Nord était réservée au CNI, et que par conséquent l'UMP soutenait également ses candidats et ne présentait pas de candidats contre eux.
Anne-Sophie Petitfils relève qu'« en recueillant 58 % des suffrages exprimés à l’élection législative de 2007 dans une circonscription tourquennoise, il apparaît pour la droite et notamment pour Marc-Philippe Daubresse, comme le candidat susceptible de faire basculer à droite et la ville et Lille métropole communauté urbaine (LMCU) ».
En décembre 2007, il est désigné comme le candidat officiel de l'UMP aux élections municipales dans la ville de Tourcoing par la commission nationale d'investiture du parti. L'UMP lui apporte un soutien explicite par l'intermédiaire de son porte-parole Dominique Paillé, alors que la municipalité de Tourcoing est considérée comme un point stratégique pour obtenir la majorité au sein de la métropole lilloise. M. Vanneste est éliminé dès le premier tour des élections municipales du 9 mars 2008 recueillant 31 % des suffrages exprimés. À la suite de cette défaite, il décide d'abandonner tous ses mandats locaux, ce qui permet à Gérald Darmanin de lui succéder à la tête du groupe UMP et apparentés du conseil municipal de Tourcoing.
Selon Anne-Sophie Petitfils, la cause du soutien aux propos de Christian Vanneste sur l'homosexualité, dont le courant le plus important est constitué par des « organisations familialistes conservatrices », connaît « une première extension » lorsque ses propos « sont interprétés comme une défense de la « famille traditionnelle ». En avril 2008, il devient ainsi président de l'association Famille et Liberté, « composée presque essentiellement de personnalités appartenant aux élites socioéconomiques nationales, et dont l’objectif est de promouvoir la "renaissance de la famille" ». Il cède le poste en 2013.
En octobre 2010, il se déclare partisan d'une alliance entre l'UMP et le Front national et à l'émergence « à moyen ou long terme » d'une « droite large » allant du centre à la droite nationale.
En février 2012, à la suite d'une controverse sur la déportation des homosexuels français pendant la Seconde Guerre mondiale, l'UMP lui retire son investiture pour les élections législatives de juin 2012. Menacé d'exclusion, Christian Vanneste annonçait, à cette date, sa volonté de quitter ce mouvement politique et n'excluait pas de se présenter en candidat indépendant aux élections législatives de juin 2012, comme il l'avait fait aux élections de 2007. Il se présenta finalement à ces élections dans la 10e circonscription du Nord (Tourcoing) sous l'étiquette RPF, mais fut éliminé dès le premier tour avec 13,18% des suffrages exprimés, contre Zina Dahmani (PS) (30,69%) et face à Gérald Darmanin (UMP) qui recueillit 25,06% des suffrages avant d'être élu au second tour.
Le 22 mars 2012, Christian Vanneste est élu président du Rassemblement pour la France (RPF),. Il conserve ce poste jusqu'en octobre 2022 et la prise de fonction de Maxette Pirbakas.
En 2013, il intègre, avec Claude Reichman, Mike Borowski et Madi Seydi, le collectif « Contre-attaque » présidé par l'éditeur Jean Robin et qui « ambitionne d’incarner la "vraie droite" ».
Il est également collaborateur régulier du site internet Boulevard Voltaire, créé par Robert Ménard. Ce dernier a été soutenu avec succès par le RPF en vue des élections municipales 2014 de Béziers.
En décembre 2015, il est élu président du mouvement La Droite libre. En septembre 2016, il est nommé à la tête du Libre journal de la résistance française sur Radio Courtoisie.
Il apporte son soutien à François Fillon entre les deux tours de la primaire présidentielle des Républicains de 2016, puis à Marine Le Pen entre les deux tours de l'élection présidentielle de 2017. Pour l'élection présidentielle 2022, il soutient Éric Zemmour.

## Activités parlementaires
Son discours politique oppose les conceptions de la droite à la fois réformiste et traditionnelle au socialisme qu’il juge dangereux, et ce qu'il estime être un certain bon sens provincial à un parisianisme qu’il estime trop éloigné des Français moyens. Il défend généralement des positions assez conservatrices et soutient longtemps l'essentiel de la politique de Nicolas Sarkozy. 
Dès juin 2007, il fut membre de la Commission des Lois, de la Commission spéciale chargée d'examiner le projet de loi sur le dialogue social et la continuité du service public dans les transports terrestres réguliers de voyageurs (Hervé Mariton, président) et vice-président de la mission d'information sur l'exécution des peines pénales. 
Il fut par ailleurs président du groupe d'études parlementaire sur le textile et les industries de main d'œuvre.
En novembre 2005, il est l'un des premiers à déposer une proposition de loi visant à instituer la TVA sociale, proposition reprise ensuite malgré certaines controverses, par le candidat UMP, Nicolas Sarkozy. Il milite également pour les personnes atteintes de maladies rares en déposant en octobre 2006 une proposition de loi visant à lutter contre l'arrêt de commercialisation intempestif de produits médicamenteux, proposition qui sera reprise par le Gouvernement dans la loi du 4 mars 2007.
En novembre 2007, il dépose une proposition de loi visant à permettre et faciliter la création de logements étudiants.
En janvier 2008, il est l'orateur du groupe parlementaire UMP sur la proposition de loi de Marc-Philippe Daubresse visant à renforcer la coopération transfrontalière en mettant en place un groupement européen de coopération territoriale (GECT), projet voté à l'unanimité.
Le 4 février 2008 au Congrès, il vote favorablement la révision de la Constitution, préalable nécessaire à la ratification du traité européen de Lisbonne.
Après avoir voté contre le projet de loi constitutionnelle de modernisation des institutions de la Ve République, aboutissement des conclusions du Comité Balladur, en première lecture, il se ravise, et vote pour au Congrès du 21 juillet 2008.
Le 15 juillet 2009, il vote contre, avec 10 autres parlementaires UMP, la proposition de loi de Richard Mallié autorisant le travail dominical.
En septembre 2009, il dépose une proposition de loi visant à interdire l’ensemble des vêtements ou accessoires permettant de masquer l’identité d’une personne.
En juin 2010, il vote pour la réforme instaurant des conseillers territoriaux et se déclare favorable à la suppression du département.
Christian Vanneste est dès novembre 2009 rapporteur de la mission du comité d'évaluation et de contrôle des autorités administratives indépendantes.
Il est un de ceux qui participèrent au groupe d'études sur la question du Tibet de l'Assemblée nationale, ainsi qu'au collectif La Droite populaire.

## Polémiques

### Peine de mort
Partisan de la peine de mort pour les terroristes, il a signé la proposition de loi d'un de ses collègues allant dans ce sens en avril 2004.

### Audiovisuel

#### Redevance
En novembre 2007, il dépose une proposition de loi visant à supprimer la redevance audiovisuelle.

#### Droits d'auteur sur Internet
Christian Vanneste a été rapporteur du projet de loi DADVSI (droits d'auteur et droits voisins dans la société de l'information), voté le 30 juin 2006.
Il prend position contre le projet de loi Création et Internet lors de son examen en avril 2009.
Il réitère son opposition en deuxième lecture, en votant contre malgré la consigne de son groupe politique, et en publiant avec deux autres députés UMP, Alain Suguenot et Lionel Tardy, une tribune intitulée : Hadopi, un projet déjà obsolète,. Il se déclare « réjoui » par la décision du 10 juin 2009 du Conseil constitutionnel censurant l'essentiel de la loi.
En octobre 2010, dans un rapport sur les autorités administratives indépendantes coécrit avec René Dosière, député apparenté au groupe socialiste, il s'interroge une nouvelle fois sur l'utilité d'une nouvelle autorité (l'Hadopi) et propose, « dans le cadre de la convergence numérique », son regroupement avec le CSA et l'Arcep.

### Génocide ukrainien
En novembre 2006, le député a déposé une proposition de loi composée d'un article unique, « La France reconnaît publiquement le génocide ukrainien de 1932-1933. » Cette proposition intervient quelques semaines après le vote par l'Assemblée nationale d'une proposition de loi punissant la négation du génocide arménien. Elle est cosignée par près de trente parlementaires. En 2008, il reçoit d'ailleurs, pour l'ensemble de son action, le Prix Ukraine-Europe. Cette loi n’est jamais entrée en vigueur.

### Reconnaissance de l'œuvre coloniale
En juin 2004, il présente un sous-amendement à la loi du 23 février 2005, selon lequel « La Nation exprime sa reconnaissance aux femmes et aux hommes qui ont participé à l'œuvre accomplie par la France dans les anciens départements français d'Algérie, au Maroc, en Tunisie et en Indochine ainsi que dans les territoires placés antérieurement sous la souveraineté française. Les programmes scolaires reconnaissent en particulier le rôle positif de la présence française outre-mer, notamment en Afrique du Nord et accordent à l’histoire et aux sacrifices des combattants de l’armée française issus de ces territoires la place éminente à laquelle ils ont droit. » 
Cet amendement, retenu dans la loi, a suscité une polémique (voir loi mémorielle) à l'automne 2005, notamment dans les anciennes colonies françaises et dans certains départements d'outre-mer ; si la deuxième phrase  a été abrogée par un décret en raison de son caractère règlementaire, la première phrase subsiste toujours dans l'alinéa 1 de l'article premier.
Christian Vanneste reçoit alors le soutien de Nicolas Sarkozy, qui cherche ainsi à s'attirer l’électorat d’extrême droite et à se démarquer de son adversaire, le Premier ministre Dominique de Villepin.
Lors de la révision constitutionnelle, en janvier 2007, il s'oppose, suivant en cela les députés de la Nouvelle-Calédonie Jacques Lafleur et Pierre Frogier, à la modification de l'article 77 de la Constitution, estimant que cette révision « porte atteinte aux principes républicains ».
Il est membre de la Mission d'Information sur les Questions mémorielles de l'Assemblée nationale, créée par la Conférence des Présidents le 25 mars 2008.
Au début du mois de mars 2011, Marie-Luce Penchard, ministre déléguée auprès du ministre de l'Intérieur, chargé de l'Outre-mer, écrit au secrétaire général de l'UMP, Jean-François Copé, pour lui demander de prendre des sanctions contre le député du Nord. Selon Le Figaro du 9 mars 2011, elle lui reproche d'avoir qualifié la loi Taubira, qui reconnaît l'esclavage et la traite négrière comme crime contre l'humanité, de « loi antifrançaise ».

### Homosexualité

#### Lutte contre le «délit d'opinion»
Christian Vanneste estime, comme un certain nombre d'autres personnalités, qu'au plan juridique, la loi du 30 décembre 2004 portant sur la création de la Haute Autorité de lutte contre les discriminations et pour l'égalité a instauré un véritable délit d'opinion, sanctionnant en effet des comportements ou propos décrits, à tort ou à raison, comme discriminatoires ou haineux envers les minorités sans en préciser suffisamment la nature et que cela serait à cause de ce large champ d'interprétation du texte de loi, qui autoriserait les amalgames entre concepts mal définis (« discrimination directe ou indirecte ») ou les relations de cause à effet mal démontrées (d'une conviction à une discrimination effective), qu'il aurait été poursuivi et condamné en première instance. Sur un plan moral, il dénonce et combat la lente évolution de la société française qui depuis les années 1960 aurait développé une culture du « moi » qui aujourd'hui deviendrait une culture du « moi seulement ». Selon Christian Vanneste, le combat mené par des associations pour la reconnaissance de l'homosexualité et l'égalité des droits s'inscrit dans une volonté de détruire les valeurs traditionnelles fondées sur le mariage et la famille.
Il a déposé le 6 juillet 2006 une proposition de loi visant à supprimer, dans l'article 32 alinéa 3 de la loi du 29 juillet 1881 sur la liberté de la presse, le délit de diffamation envers une personne ou un groupe de personnes à raison de leur orientation sexuelle.

#### Un «comportement moralement inférieur»
Lors d'une interview pour TF1 en décembre 2004, Christian Vanneste déclare : « L'homosexualité est un comportement culturel, acquis, de l'ordre du réflexe […], mais comme tous les comportements réflexes plutôt négatifs, on peut parfaitement l'inhiber ou le rééduquer. »
Le 27 janvier 2005, répondant sur France 2 à une manifestante qui lui demande « les homosexuels sont-ils nuisibles à l'intérêt général ? », il répond « oui » et « c'est exactement le fond de ma pensée », après avoir affirmé que « les homosexuels sont hétérophobes » et que l'homosexualité est « un apartheid entre les sexes ».
En janvier et février 2005, après avoir voté contre la création de la Halde par la loi no 2004-1486 du 30 décembre 2004, il déclare dans des interviews à La Voix du Nord et à Nord Éclair : « l’homosexualité est une menace pour la survie de l’humanité […]. Je n’ai pas dit que l’homosexualité était dangereuse. J’ai dit qu’elle était inférieure à l’hétérosexualité. Si on la poussait à l’universel, ce serait dangereux pour l’humanité […]. Pour moi leur comportement est un comportement sectaire. Je critique les comportements, je dis qu’ils sont inférieurs moralement […] ».
Interpellé par Act Up-Paris, Nicolas Sarkozy, président de l'UMP récemment élu par les militants, promet l’exclusion de Christian Vanneste s’il réitère ses propos et lui demande de s’excuser publiquement. Alors que l'intéressé persévère dans ses propos et refuse de s'excuser, aucune exclusion n'est prononcée à son encontre, ce qui déplace la mobilisation associative contre Christian Vanneste sur le plan judiciaire. En octobre 2006, GayLib, association associée à l'UMP, et plusieurs personnalités de l'UMP prennent publiquement position contre lui, demandent sa non-investiture et son exclusion du parti. Nicolas Sarkozy annonce qu'il ne sera pas investi par l'UMP pour les élections législatives de 2007 en raison de ses propos ; en revanche, aucun candidat UMP ne lui est opposé. GayLib fait campagne contre lui dans sa circonscription. L'universitaire Anne-Sophie Petitfils souligne qu'« en l’espace de quelques mois, l’importante médiatisation de cette affaire octroie à ce député de base de l’UMP une notoriété nationale ».
Les propos publiés dans La Voix du Nord et Nord Éclair en 2005 amènent l'association Act Up, le Syndicat national des entreprises gaies et SOS Homophobie à déposer plaintes pour « injures en raison de l'orientation sexuelle ».
Dans un premier temps, le tribunal correctionnel de Lille, en janvier 2006, puis la cour d'appel de Douai, le 25 janvier 2007, l'estiment coupable « d'injures publiques envers un groupe de personnes en raison de leur orientation sexuelle », et le condamnent à 3 000 euros d'amende et 6 000 euros de dommages-intérêts accordés aux plaignants.
À l'époque, le jugement du tribunal correctionnel de Lille et l'arrêt de la cour d'appel de Douai étaient, en France, les premières condamnations publiques d'un homme politique pour homophobie. De nombreuses voix s'étaient élevées à cette occasion pour dénoncer un recul de la liberté d'expression.
Toutefois, cet arrêt de la cour d'appel est cassé, le 12 novembre 2008, par un arrêt de la Chambre criminelle de la Cour de cassation.
L'arrêt rappelle le « principe d'interprétation stricte des restrictions à la liberté d'expression », principe suivant lequel tout ce qui n'entre pas strictement dans le cadre de l'interdit doit pouvoir être librement exprimé.
De fait, la cour juge que les juges du fond ont méconnu l'articles 29 de la loi du 29 juillet 1881, qui définit l'injure comme « Toute expression outrageante, termes de mépris ou invective qui ne renferme l'imputation d'aucun fait », ainsi que l'Article 10 de la Convention européenne des droits de l'homme protégeant par principe la liberté d'expression, sous réserve d'exceptions nécessaires et définies par la loi.
Sur le fond, la Cour de cassation constate que ces propos, même s'ils ont « pu heurter la sensibilité de certaines personnes homosexuelles », ne constituent pas une injure, dans la mesure où ces propos « sont mesurés, exempts de toute invective et de volonté de blesser, ayant pour seul objet de nourrir un débat quant à la nécessité d'adopter le texte qui sert de base à l'incrimination ; qu'ainsi ces propos ne dépassaient pas les limites admissibles de la liberté d'expression ».
L'arrêt « dit n'y avoir lieu à renvoi » devant une autre cour d'appel, ceci parce que « en matière de presse, il appartient à la Cour de cassation d'exercer son contrôle sur le sens et la portée des propos incriminés ». De ce fait, la cassation ne se limite pas à juger une erreur de droit, mais porte également sur le fond, rendant inutile un renvoi à un nouveau jugement.
Cette cassation sans renvoi, qui donne à ce jugement un caractère définitif et la force de la jurisprudence, provoque la consternation des associations qui avaient engagé les poursuites et l'approbation de ceux qui y saluent une défaite du délit d'opinion et une victoire de la liberté d'expression.

#### Une «aberration anthropologique»
Le 14 juin 2011, dans les couloirs de l'Assemblée nationale, après le rejet par la majorité des députés d'un projet de loi visant à légaliser le mariage homosexuel en France, Christian Vanneste qualifie le mariage homosexuel de « comportement narcissique » et d'« aberration anthropologique ».
Jean-Vincent Placé commente « Ce type est infâme, voilà la réalité, il est connu pour ses propos homophobes, racistes, voire antisémites. […] C'est lamentable. »
Faisant suite à une plainte en diffamation de Christian Vanneste, par une décision du 10 février 2012, la 17e chambre correctionnelle du Tribunal de Grande Instance de Paris condamne le sénateur EÉLV sur les accusations de racisme et d'antisémitisme car si les propos politiques admettent une large marge polémique, ces accusations étaient dénuées de toute base factuelle. Le tribunal ne retient pas en revanche l'accusation d'homophobie, car celle-ci bénéficie d'une « base factuelle suffisante » eu égard à l'impact des propos tenus par Christian Vanneste en 2005.

#### Contre l'homoparentalité
Invité dans l'émission C dans l'air en 2009, Christian Vanneste explique les raisons de son combat contre l'homoparentalité. Pour appuyer son argumentation, il déclare à cette occasion que « les couples homosexuels (…) ne sont pas forcément ceux qui boivent le moins et ceux qui consomment le moins de drogues ». Le député ajoute qu'il voit dans le « ghetto homosexuel […] une forme de racisme », et que l'homosexualité serait « liée au narcissisme et à l'individualisme rutilant de notre société ».

#### Rapprochements entre homosexualité et pédophilie
Le 30 avril 2010, Christian Vanneste rapproche homosexualité et pédophilie dans un billet paru sur son blog. Le député y affirme que « l'opposition outrancière entre pédophilie et homosexualité n'est pas fondée en raison des tendances éphébophiles assez fréquentes dans l'histoire qui ignorent la frontière juridique de l'âge ». Les deux comportements seraient liés en ce que « l'éphébophilie, ce que l'on appelait naguère la pédérastie, c'est-à-dire l'attirance des hommes pour les adolescents pubères mais ambigus de traits, ne commence ni ne s'arrête à 15 ans ».
Le député conclut son billet en affirmant qu'« une société lucide sur son avenir devrait avant tout ne porter d'intérêt qu'à l'hétérosexualité tendant à la création de familles les plus stables possibles. Le reste appartient à la psychologie voire à la psychiatrie (pour la pédophilie) non à la politique, ni au droit ».
L'article de Christian Vanneste a été écrit en réaction aux scandales de pédophilie touchant l'Église catholique au cours de l'année 2010, et au sujet desquels le cardinal Bertone avait désigné les homosexuels comme « le vrai problème ».

#### Polémique sur la déportation des homosexuels en France
Dans le cadre d'une interview sur sa conception de la famille, diffusée sur internet le 10 février 2012, Christian Vanneste se livre à une longue critique de l'homosexualité, dans laquelle il qualifie de « légende » la déportation de personnes homosexuelles en France lors de la Seconde Guerre mondiale : « en dehors des trois départements annexés [à l'Allemagne], il n'y a pas eu de déportation homosexuelle en France ».
Dans la semaine, l'historien Serge Klarsfeld confirme qu'il n'y a pas eu en France de politique de déportation des homosexuels, hormis en Alsace-Moselle, région allemande à cette période.
Les données les plus récentes des historiens montrent en effet que l'homosexualité n'est mentionnée dans les motifs de l'arrestation que pour 62 Français emprisonnés ou déportés, sur lesquels seulement 7 ou 8 l'ont été hors du Reich ou de la zone annexée, et parmi eux, 6 déportés l'ont été sous le motif principal de déportés politiques,,,.
Cependant ces propos sont dénoncés par plusieurs personnalités politiques, à l'UMP, au PS ou encore au Front national, où ils sont plusieurs fois qualifiés de négationnistes.
Le 15 février 2012, Jean-François Copé, secrétaire général de l'UMP, annonce qu'il va engager une procédure d'exclusion de Christian Vanneste après ces propos.
Christian Vanneste proteste contre une réaction qu'il estime exagérée : « Je voulais simplement dire que la déportation homosexuelle a essentiellement concerné l'Allemagne. Je ne vois pas de raison de polémiquer là-dessus. C'est le lobby gay qui crée la polémique ».
L'UMP a néanmoins retiré son investiture aux législatives dans le Nord au député sortant Christian Vanneste, accusé de propos homophobes, mais n'a pas prononcé son exclusion, pourtant annoncée, assurant que l'intéressé s'était engagé à quitter de lui-même le parti.
Jean-François Copé justifie plus tard cette mesure contre Christian Vanneste par le contexte de l'annonce de la candidature de Nicolas Sarkozy à l'élection présidentielle de 2012.
La justice confirme à plusieurs reprises que les propos incriminés, conformes à la vérité historique, ne peuvent pas constituer un négationnisme, et ne tombent donc pas sous le coup de sanctions pénales.
- Poursuivi pour ces propos au motif de « complicité de provocation à la haine envers les homosexuels », il est relaxé par la XVIIe chambre correctionnelle du Tribunal de grande instance (TGI) de Paris le 3 avril 2014[81].
- En décembre 2014, Eva Joly qui avait qualifié les propos de Christian Vanneste de « propos négationnistes » est condamnée pour diffamation[82].
- Ayant fait appel de cette décision, Eva Joly est à nouveau condamnée le 15 octobre 2015 par la cour d'appel de Paris à verser 800 euros d'amende pour diffamation, et à verser un euro de dommage-intérêts à Christian Vanneste[83].

### Travail d'intérêt général
Michèle Alliot-Marie, ministre de la Justice, a demandé à Christian Vanneste, en novembre 2009, de rendre un rapport sur le travail d'intérêt général. Après douze auditions, et deux déplacements à l'étranger, le député du Nord a formulé, lors de sa remise du rapport en juin 2010, 30 propositions. Il précise : « Aujourd'hui, mon interrogation s'est transformée en une triple certitude : d'abord, le travail d'intérêt général est une peine positive, à la fois punitive, restauratrice de la personne et éventuellement formatrice… En second lieu, il est paradoxal que cette sanction demeure marginale… Enfin, il convient de faire preuve d'optimisme pour l'avenir. Les exemples étrangers sont des réussites… Les objectifs sont donc assez précisément définis. Il faut maintenant souhaiter que la volonté politique et la bonne volonté des acteurs puissent aussi se déployer. »
Christian Vanneste est favorable à l'idée de développer en France un régime de prisons « sans barreaux », réputées pour faciliter la lutte contre la récidive et le travail de réinsertion, suivant en cela les travaux du secrétaire d'État à la Justice, Jean-Marie Bockel.

### Rapprochement UMP-FN
Dans un entretien pour Radio Courtoisie, en octobre 2010, Christian Vanneste se dit opposé à la théorie du « cordon sanitaire » qui prévaut dans son parti ; Christian Vanneste juge possible un rapprochement entre l'UMP et le Front national, indiquant que cette stratégie est « contre-productive, puisqu'il n'y a pas d'équivalent à gauche »,. Dans l'anticipation d'une normalisation du FN et son renoncement à ses « mauvaises habitudes », le député affirme que le FN est un « parti comme les autres » et qu'une union de la droite avec l'extrême droite permettrait, en évitant des triangulaires, de remporter les élections. Marine Le Pen réplique en qualifiant ces propos de méprisants et de manœuvre électoraliste,.
En avril 2012, Christian Vanneste déclare que le FN est « une entreprise familiale qui entend prospérer sur la défaite de la droite ». L'alliance entre l'UMP et ce parti est « impossible » et il serait souhaitable d'accroître le bipartisme de façon à avoir un grand camp à gauche et un grand camp à droite.
Dans la suite de cette logique de rapprochement avec l'extrême droite, Christian Vanneste, qui dit n'en avoir « plus rien à cirer » de l'UMP, fait partie des invités de la convention du Bloc identitaire à Orange, les 3 et 4 novembre 2012. 
Il appartient aussi au Carrefour de l'Horloge.

## Dans la fiction
Dans le roman de Frédéric Deslauriers (2011) Les Deux-Cents jours de Marine Le Pen, où Marine Le Pen gagne l'élection présidentielle de 2012, Christian Vanneste devient Premier ministre.
Dans la bande dessinée de François Durpaire et Farid Boudjellal La Présidente, où Marine Le Pen gagne l’élection présidentielle de 2017, Christian Vanneste devient secrétaire d'État à l'Artisanat français.

## Ouvrages
- M.. au lobby gay !, Paris, Mordicus, coll. « Coups de colère », 2013, 29 p. (ISBN 978-2-918414-67-4).
- Pour une France libérée, Blois, Tatamis, 2014, 287 p. (ISBN 978-2-917617-93-9)  — reprend des textes parus en 2012 et 2013, avec quelques inédits.
- L'Identité ou la Mort (préf. Philippe de Villiers), Paris, Apopsix, 2018, 260 p. (ISBN 978-2-35979-165-5).